# Ibiapina
Ibiapina est une municipalité de l'État du Ceará, au Brésil. En 2022, elle compte 23 965 habitants.

## Toponymie
La municipalité s'est d'abord appelée São Pedro (« Saint-Pierre »), puis São Pedro da Baepina ou Baiapina et São Pedro de Ibiapina. Elle s'appelle Ibiapina depuis 1938. Ce mot vient du tupi et signifie « terre nue », par l'accolement des mots yby (« terre ») et apin (« rasé, nu »).